# Улица Славского
У́лица Сла́вского — бывшая улица в районе Москворечье-Сабурово Южного административного округа города Москвы. Проходила от улицы Москворечье до Каширского шоссе.

## Название
Проектируемый проезд № 3880 получил название в марте 2016 года в честь советского государственного и партийного деятеля, одного из руководителей проекта по созданию советского ядерного оружия и руководителя советской атомной промышленности Ефима Славского (1898—1991). С предложением о названии улицы в честь Славского к мэру столицы Сергею Собянину обратились 22 сентября 2015 года ветераны атомной промышленности во время выставки «70 лет атомной отрасли» в Манеже в Москве.
24 июля 2024 года Новотроицкое шоссе в Новой Москве было переименовано в проспект Славского, этим же решением была упразднена улица Славского.

## Описание
Улица начиналась от улицы Москворечье, проходила на северо-восток к Каширскому шоссе параллельно улице Академика Ласкорина. Между бывшей улицей и улицей Академика Ласкорина расположен сквер и дворец культуры «Москворечье».